# Miconia archeri
Miconia archeri är en tvåhjärtbladig växtart som beskrevs av John Julius Wurdack. Miconia archeri ingår i släktet Miconia och familjen Melastomataceae.
Artens utbredningsområde är Colombia. Inga underarter finns listade i Catalogue of Life.